# Четыре сезона
«Четыре сезона» (англ. Different Seasons) — сборник четырёх повестей американского писателя Стивена Кинга, опубликованный 27 августа 1982 года. Каждая повесть имеет подзаголовок, соотносящий её с одним из времён года.
Сборник «Четыре сезона» стал первым авторским сборником Стивена Кинга, занявшим первое место в списке бестселлеров по версии «The New York Times» за 1982 год.

## Повести, вошедшие в сборник
Повести, входящие в этот сборник:
- «Рита Хейуорт и спасение из Шоушенка» (англ. Rita Hayworth and Shawshank Redemption); подзаголовок «Весны извечные надежды» (англ. Hope Springs Eternal).
- «Способный ученик» (англ. Apt Pupil); подзаголовок «Лето распада» (англ. Summer of Corruption).
- «Тело» (англ. The Body); подзаголовок «Осень невинности» (англ. Fall from Innocence).
- «Метод дыхания» (англ. The Breathing Method); подзаголовок «Зимняя сказка» (англ. A Winter's Tale).

### Рита Хейуорт и спасение из Шоушенка
Банкир Энди Дюфрейн приговорён к пожизненному сроку в тюрьме Шоушенк за преступление, которого не совершал — убийство своей жены и её любовника. При помощи другого заключённого (Эллиса (Рэда) Реддинга) он достаёт всё необходимое для побега — геологический молоток и большой плакат с актрисой Ритой Хейуорт.

### Способный ученик
Школьник Тодд Боуден узнаёт в своём пожилом соседе нацистского преступника и начинает его шантажировать ради собственного удовольствия.

### Тело
Четверо друзей-подростков отправляются в путешествие через леса, чтобы официально «найти» тело мальчика, погибшего под колёсами поезда, и прославиться.

### Метод дыхания
Адвокат и завсегдатай некоего клуба рассказывает историю члена этого же клуба — пожилого хирурга, очередная пациентка которого решила «обмануть смерть».

## Перевод названия
Название сборника — «Different Seasons» — содержит игру слов, пропадающую при переводе. Кинг опубликовал этот сборник в том числе для того, чтобы отделаться от клейма «писателя ужасов» — все четыре повести практически не содержат никаких элементов хоррора или мистики, которыми Кинг славился до публикации этого сборника. Слово Different было выбрано со специальной задумкой — Кинг подразумевал, что сборник будет непохожим на его предыдущие книги, наряду с тем, что в сборнике четыре повести, как в году — четыре времени.

## История создания
Когда сборник вышел в свет, Кинг отметил: «Я работал над ней усерднее, чем над всем тем, что я когда-либо делал».
В 1987 году Стивену Кингу написала женщина, находившаяся в уголовно-исправительном учреждении штата Миннесота. В письме она призналась Кингу, что является клептоманкой и украла экземпляры всех его книг, но после того, как она позаимствовала в библиотеке сборник «Четыре сезона», она нашла в себе силы вернуть их: «Как вы думаете, значит ли это, что вы написали её лучше?». Первоначально Кинг хотел написать ей, был ли среди украденных ею книг роман «Мизери», но в итоге решил не отвечать на письмо.

## Экранизации
- Останься со мной (1986) — по повести «Тело».
- Побег из Шоушенка (1994) — по повести «Рита Хейуорт и спасение из Шоушенка».
- Способный ученик (1998) — по одноимённой повести.
- Метод дыхания — по одноимённой повести (премьера фильма изначально была запланирована на 2020 год, но по состоянию на 2024 год фильм по-прежнему находится в стадии разработки)[5].